# コブラス・ブラジウ・ラグビー
コブラス・ブラジウ・ラグビー（葡: Cobras Brasil Rugby、発音: コブラス・ブラジウ・ハグビー）は、スーペル・ラグビー・アメリカス（SRA）に所属するブラジル・サンパウロのラグビーユニオンチーム。原語での「Brasil」の発音は、英語のブラジル（Brazil）よりも「ブラジウ」に近い。

## 概要
南米最高峰のラグビーユニオンリーグであるスーペルリーガ・アメリカーナ・デ・ラグビー（SLAR）に参戦するブラジルチームとして創設。
SLARの北米へのフランチャイズ拡大による発展的改組に伴い、2023シーズンからスーペル・ラグビー・アメリカス（SRA）に所属。

## 歴史
2019年11月、翌年3月に開幕するSLARに参戦するブラジルのチームとして創設された。サンパウロの有名サッカークラブであるコリンチャンスと提携しており、当初のチーム名はコリンチャンス・ラグビーであった。
リーグ初年度の2020シーズンは、第2節に組まれていた初戦が回ってくる前にCOVID-19パンデミックの影響によりシーズン打ち切りとなったため、試合を経験することができなかった。
2021年2月4日、コリンチャンスとの契約終了に伴い、チーム名をコブラス・ブラジウXVに変更した。蛇（コブラ）がブラジルの文化的・生態学的多様性の象徴であるとともに、不屈の存在として神話にも登場することなどから命名された。
2021シーズンは、3勝7敗（不戦敗1試合を含む）の5位でシーズンを終了した。
2022シーズンは、1勝9敗の6位（最下位）でシーズンを終了した。
2024年、チーム名をコブラス・ブラジウ・ラグビーに変更。

## タイトル
なし

## 歴代所属選手
- モイゼス・ドゥケ